# Marc-Joseph Marion du Fresne
Marc-Joseph Marion du Fresne (Saint-Malo, 22 mei 1724 - Nieuw-Zeeland, 12 juni 1772) was een Franse ontdekkingsreiziger.
Tijdens zijn reizen deed hij de Seychellen, het zuiden van de Indische Oceaan, Australië en Nieuw-Zeeland aan.
Het bevoorradingsschip voor de Franse Zuidelijke en Antarctische Gebieden, de Marion Dufresne 2, is naar hem vernoemd.